# Fileu (rei da Tesprócia)
Fileu ou Filas foi um rei da Tesprócia, morto por Héracles.
Héracles estava vivendo em Calidão e houve uma guerra entre Calidão e a Tesprócia.
Héracles, do lado dos calidônios, capturou a cidade de Éfira, matou o seu rei, Fileu, e tomou sua filha como prisioneira. Da união de Héracles com a filha de Fileu nasceu Tlepólemo, que se tornaria rei de Rodes. A mãe de Tlepólemo se chamava Astíoque  ou Astioqueia.
Esta guerra, de acordo com a cronologia de Diodoro Sículo e Pseudo-Apolodoro, ocorreu após Héracles haver derrotado o rio Aqueloo; na versão mitológica de Pseudo-Apolodoro, Héracles lutou contra o rio pela mão de Dejanira, mas na versão racionalizada de Diodoro Sículo, ele desviou o rio Aqueloo para ajudar os calidônios a ganharem mais terra arável, e antes de Héracles ter morto o filho de Architeles, que levou a seu exílio voluntário de Calidão e ao encontro com o centauro Nesso.